# یولیوس هیرشبرگ
یولیوس هیرشبرگ (آلمانی: Julius Hirschberg؛ ‏ ۱۸ سپتامبر ۱۸۴۳ – ۱۷ فوریهٔ ۱۹۲۵) چشم‌پزشک، مورخ تاریخ پزشکی و استاد دانشگاه یهودی‌تبار اهل آلمان بود.
در سال ۱۸۷۵، هیرشبرگ اصطلاح «کمپی‌متری» را برای اندازه‌گیری میدان بینایی روی سطح صاف (آزمایش صفحه نمایش مماس) ابداع کرد و در سال ۱۸۷۹ نخستین کسی بود که از آهنربای الکتریکی برای حذف اجسام خارجی فلزی از چشم انسان استفاده کرد. او در سال ۱۸۸۶ تست هیرشبرگ را برای اندازه‌گیری انحراف چشم توسعه داد. مجموعه کتاب‌های ۹ جلدی او «تاریخ چشم‌پزشکی»، که از سال ۱۸۹۹ تا ۱۹۱۷ نوشته شده است، به عقیده برخی، یکی از بزرگ‌ترین دستاوردهای او است.